# Acanthocyclops montana
Acanthocyclops montana är en kräftdjursart som beskrevs av J. W. Reid och Reed 1991. Acanthocyclops montana ingår i släktet Acanthocyclops och familjen Cyclopidae. Inga underarter finns listade i Catalogue of Life.